# The Next Pop Talent
The Next Pop Talent was een talentenjacht bij de Nederlandse televisiezender SBS6, die begon op 16 februari 2013. De winnares van seizoen 1 was Melissa Janssen. Het bleef bij dit ene seizoen.

## Programmaformule

### Auditieronde
In de auditieronde moesten de kandidaten proberen 60 seconden voor een jury te zingen. Lukte dit, dan gingen ze door naar de Bootcamp. De juryleden konden echter een hendel overhalen als ze het een slechte auditie vonden. Werden er tijdens de 60 seconden minstens drie hendels overgehaald, dan stopte de auditie en viel de kandidaat af.

### Bootcamp

#### Choruslines
In de bootcamp werden de kandidaten ingedeeld in groepen van 9, choruslines genoemd. Ze kozen per groep een nummer uit dat ze zullen zingen. Ze kregen hierna 2 workshops en overnachten samen. Ze zongen achter elkaar, waarna de jury bepaalde wie er doorgingen en wie afvielen.

#### Bootcamp dag 2
De kandidaten die door waren moesten nog een keer zingen voor de jury. Hier was studiopubliek bij aanwezig. De kandidaten moesten hier weer zingen tegen een klok, in deze ronde moesten ze 90 seconden zingen zonder dat de juryleden meer dan 2 hendels overhaalden.

### Live shows
In de liveshows moesten de kandidaten 120 seconden zingen en konden de juryleden weer hun hendel overhalen. De juryleden gaven elk punten weg aan de deelnemers, zoveel als het aantal seconden lang het zingen al bezig was toen ze de hendel overhaalden. Als een jurylid de hendel niet had overgehaald, gaf dat jurylid 120 punten weg. De punten van alle juryleden werden bij een aantal punten gebaseerd op de positie in de ranking van de publieksstemmen opgeteld.
Op 10 april 2013 werd bekendgemaakt dat drie van de in totaal zes geplande liveshows werden geschrapt, omdat het niet rendabel was om zes liveshows te maken in vergelijking met de tegenvallende kijkcijfers.

## Discografie

### Singles
| Single met eventuele hitnotering(en) in de Nederlandse Top 40 | Datum van verschijnen | Datum van binnenkomst | Hoogste positie | Aantal weken | Opmerkingen                                 |
| ------------------------------------------------------------- | --------------------- | --------------------- | --------------- | ------------ | ------------------------------------------- |
| Lay low                                                       | 16-02-2013            | 23-02-2013            | tip6            | -            | door Freshkid / Nr. 46 in de Single Top 100 |